# سيرجي بودروف جونيور
سيرجي سيرجيفيتش بودروف (بالروسية: Сергей Сергеевич Бодров) (21 ديسمبر 1971 - 20 سبتمبر 2002) والمشهور باسم سيرجي بودروف جونيور كان ممثلًا وكاتب سيناريو روسي. مَثل في العديد من الأفلام الروسية وحصل على أدوارٍ رئيسية فيها. واشتهر في عدة أفلام منها سجين القوقاز وشرق/غرب وفيلم الأخ بجزئيه. وهو ابن سيرجي بودروف الممثل والمنتج والمخرج الروسي الشهير.
توفي بعد انزلاق صخرة في كولكا-كارمادون الجليدية في نهاية اليوم الثاني من تصوير فيلمه الرسول.

## في الثقافة الشعبية

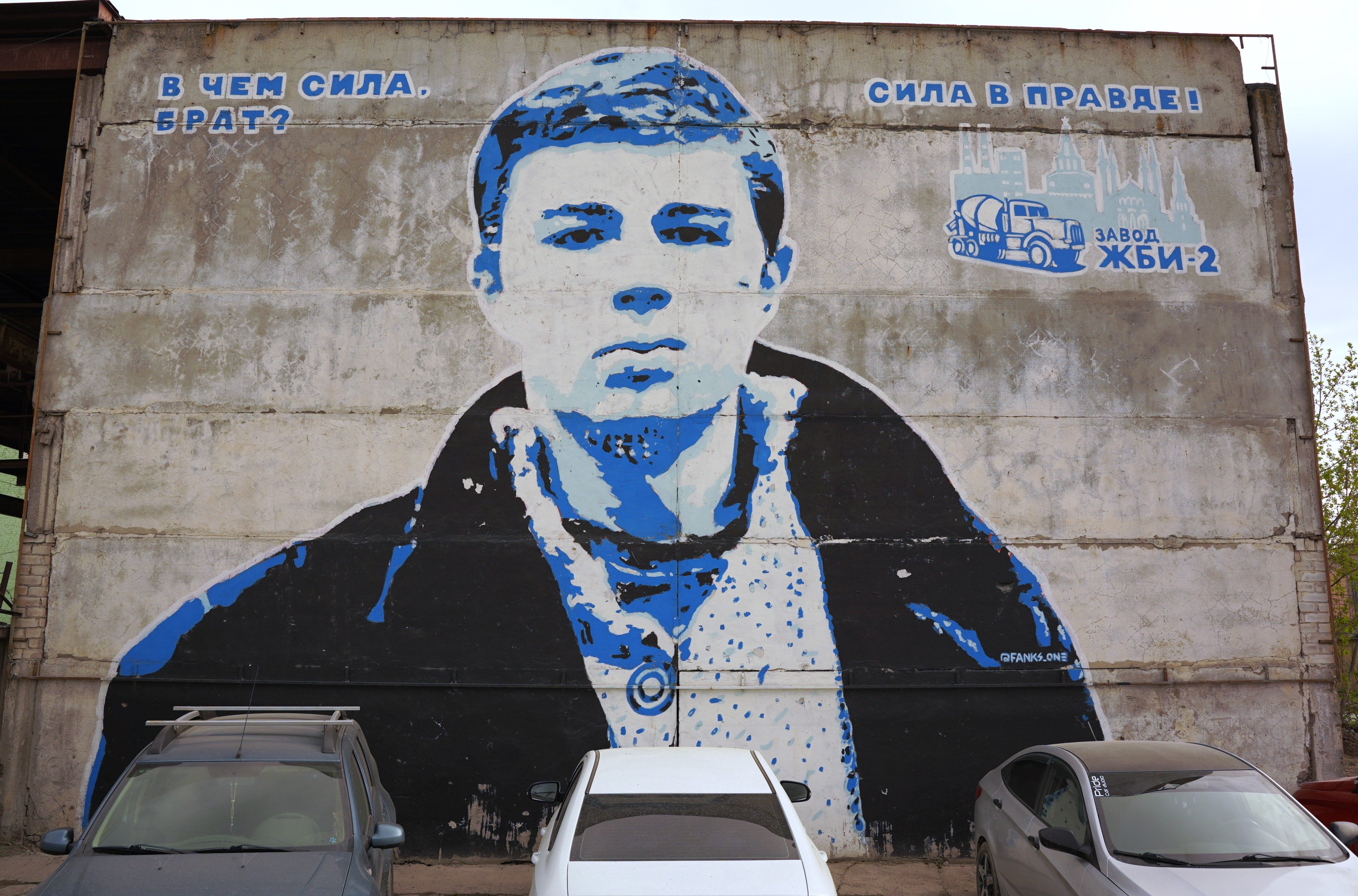
جدارية في قازان لشخصية بودروف في فيلم "الأخ"

لدى بودروف مكانة رمزية في الثقافة الروسية، حيثُ رسمت العديد من الجداريات له في جميع أنحاء البلاد، وخاصةً في سانت بطرسبرغ، وتعتبر رسمة بودروف في فيلم الأخ الأكثر انتشارًا. كما توجد جولات حول سانت بطرسبرغ إلى مواقع تصوير فيلم الأخ.

## أفلامه
| السنة | اسم الفيلم                   | اسم الفيلم باللغة الأصلية      | الدور                                                         |
| ----- | ---------------------------- | ------------------------------ | ------------------------------------------------------------- |
| 1986  | أنا أكرهك                    | Я тебя ненавижу                | صبي في نادي إيون تاي للفروسية                                 |
| 1989  | الحرية هي الجنة              | СЭР (Свобода — это рай)        | سجين                                                          |
| 1992  | الملك الأبيض، الملكة الحمراء | Белый король, красная королева | ساعي البريد                                                   |
| 1996  | سجين القوقاز                 | Кавказский пленник             | إيفان تشيلين                                                  |
| 1997  | الأخ                         | Брат                           | دانيلا باغروف                                                 |
| 1998  | سترينجر                      | Стрингер                       | فاديم                                                         |
| 1999  | شرق/غرب                      | Восток-Запад                   | ساشا فاسيلييف                                                 |
| 2000  | الأخ 2 [الإنجليزية]          | Брат 2                         | دانيلا باغروف                                                 |
| 2001  | الوجبة السريعة               | Давай сделаем это по-быстрому  | ديما                                                          |
| 2001  | أخوات                        | Сёстры                         | دانيلا باغروف                                                 |
| 2002  | حرب                          | Война                          | الكابتن ميدفيديف                                              |
| 2002  | قبلة الدب [الإنجليزية]       | Медвежий поцелуй               | ميشا                                                          |
| 2008  | مورفين                       | Морфий                         | مؤلف السيناريو                                                |
| أُلغي  | رسول                         | Связной                        | عامل النظافة أليكسي سيميونوف (عميل سري لجهاز الأمن الفيدرالي) |